# Penny Marshall
Carole Penny Marshall (født 15. oktober 1943, død 18. december 2018) var en amerikansk skuespiller og filminstruktør, søster til Garry Marshall. 
Hun vandt stor popularitet med hovedrollen i fjernsynsserien Laverne & Shirley (1976-1983). Hun debuterede som spillefilmsinstruktør med den mislykkede Jumpin' Jack Flash (1986), men fik biografsucces med komedien Big (1988) med Tom Hanks. Livet længe leve (Awakenings, 1990) var en historie fra virkeligheden med Robert De Niro som psykiatrisk patient, og I en klasse for sig selv (A League of their Own, 1992) fortalte om baseballserien for kvinder under 2. verdenskrig. Bill Rago (Renaissance Man, 1994) var henlagt til militært miljø.